# Homolodromia robertsi
Homolodromia robertsi is een krabbensoort uit de familie van de Homolodromiidae. De wetenschappelijke naam van de soort is voor het eerst geldig gepubliceerd in 1973 door Garth.